# Collégiale Saint-Laurent d'Ibos
L'Église Saint-Laurent d’Ibos, plus connue sous la désignation de « collégiale d'Ibos », est un édifice religieux situé au cœur de la ville d'Ibos, proche de Tarbes dans les Hautes-Pyrénées. La commune est membre de la communauté d'agglomération du Grand Tarbes. Il s'agit d'une église gothique datant du XIVe siècle. Des événements musicaux y sont aujourd'hui aussi organisés. Elle est classée monument historique par la liste de 1862.
Éclairée la nuit, elle est, à toute heure, un élément marquant du paysage local. Visible de loin, elle est notamment observable depuis l'autoroute A64 et la légende dit que son clocher a la particularité d’être traversé par le méridien de Greenwich. Or, ce dernier est situé à une centaine de mètres en direction de l'ouest.

## Genèse d'une collégiale à Ibos auXIVesiècleetXVesiècle
En 1342, Philippe VI de Valois, roi de France et régent du Comté de Bigorre choisit d'installer à Ibos un collège de chanoines. C'est la genèse d'une collégiale qui ne mérite aujourd'hui plus réellement ce nom. Servant d'interface entre Dieu et la paroisse, les chanoines récitent les heures liturgiques et célèbrent les cérémonies religieuses. Il officient ainsi jusqu'à leur expulsion à la Révolution.

## Une église classée et restaurée auXIXesiècle
Même si la collégiale n'est plus réellement collégiale et même si elle joue dès lors avant tout le rôle d'église, l'édifice continue de porter l'appellation de « collégiale d'Ibos ». Elle est classée monument historique en 1862 et s'ensuivent d'importants travaux de restauration.

## Caractéristiques aujourd'hui observables

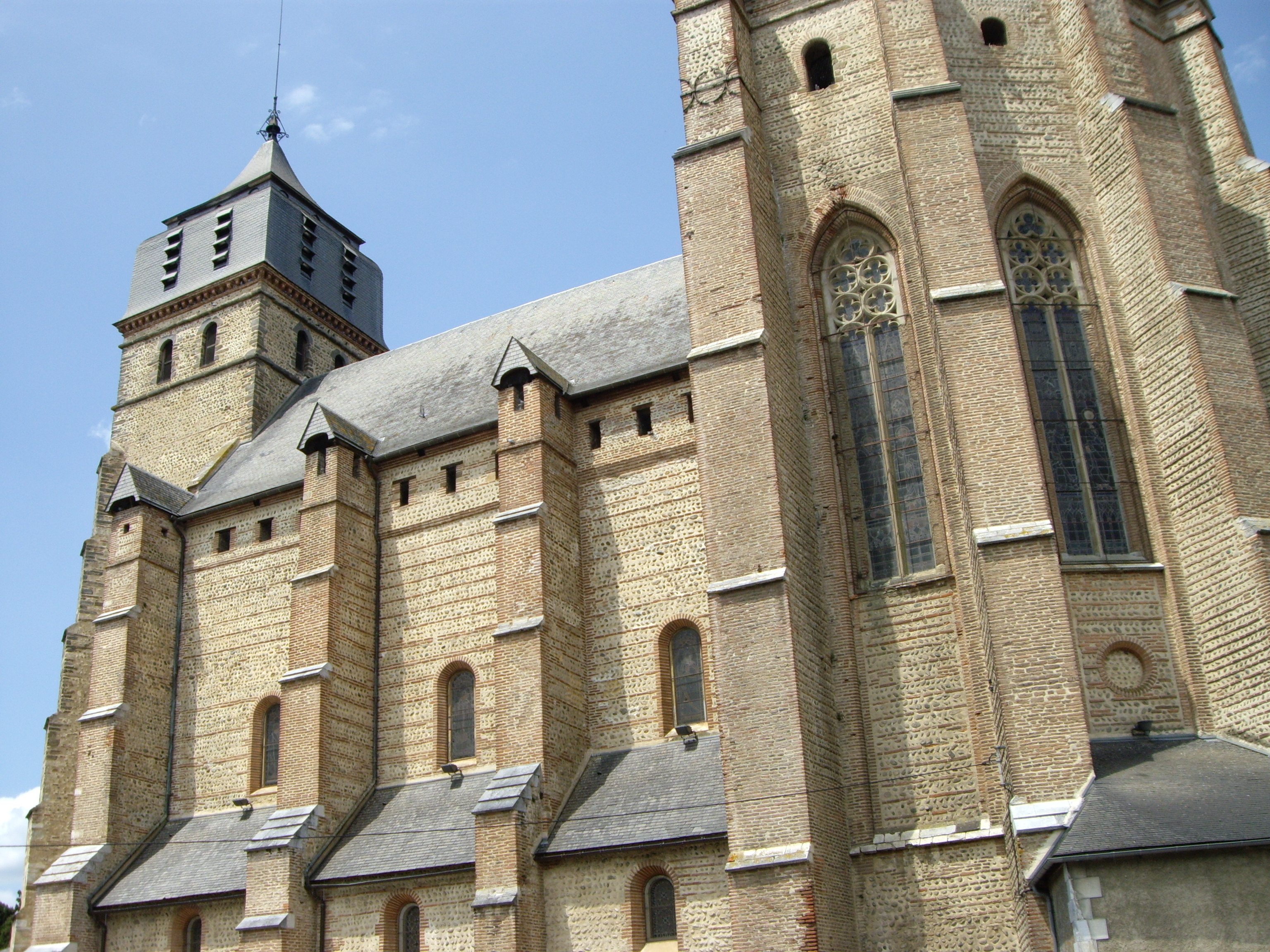

Extérieurement, l'ancienne collégiale se caractérise par la monumentalité de son chevet à clocheton et celle de son clocher-donjon carré comportant une horloge frontale. Le parement des murs, mis à nu en 1908, laisse apparaître briques et galets.
L'entrée se fait par un porche de pierre tranchant par sa plus grande modernité. À l'intérieur, se déploie une nef de style languedocien. Datant de la fin du XIVe siècle, elle constitue la partie la plus ancienne de l'édifice. L'imposant chœur, du début du XVe siècle, est polygonal à sept pans, chaque pan comportant de hautes baies à meneaux. De chaque côté de la nef, six chapelles se logent entre les contreforts.
L'église est riche d'un mobilier datant du XVIIe siècle et XVIIIe siècle, dont une chaire attribuée à Marc Ferrère et une statue espagnole en bois de Saint Laurent, auquel l'ancienne collégiale est dédiée.

## Divers
La Collégiale est située sur le tracé du GR 101 en continuité de la Via Tolosana, un des quatre chemins en France du pèlerinage de Saint-Jacques-de-Compostelle.